# Nymphomyia walkeri
Nymphomyia walkeri är en tvåvingeart som beskrevs av Ide 1965. Nymphomyia walkeri ingår i släktet Nymphomyia och familjen Nymphomyiidae. Inga underarter finns listade i Catalogue of Life.